# Pastís
|  | Aquest article tracta sobre l'aliment. Si cerqueu la beguda occitana, vegeu «Pastís (licor)». |

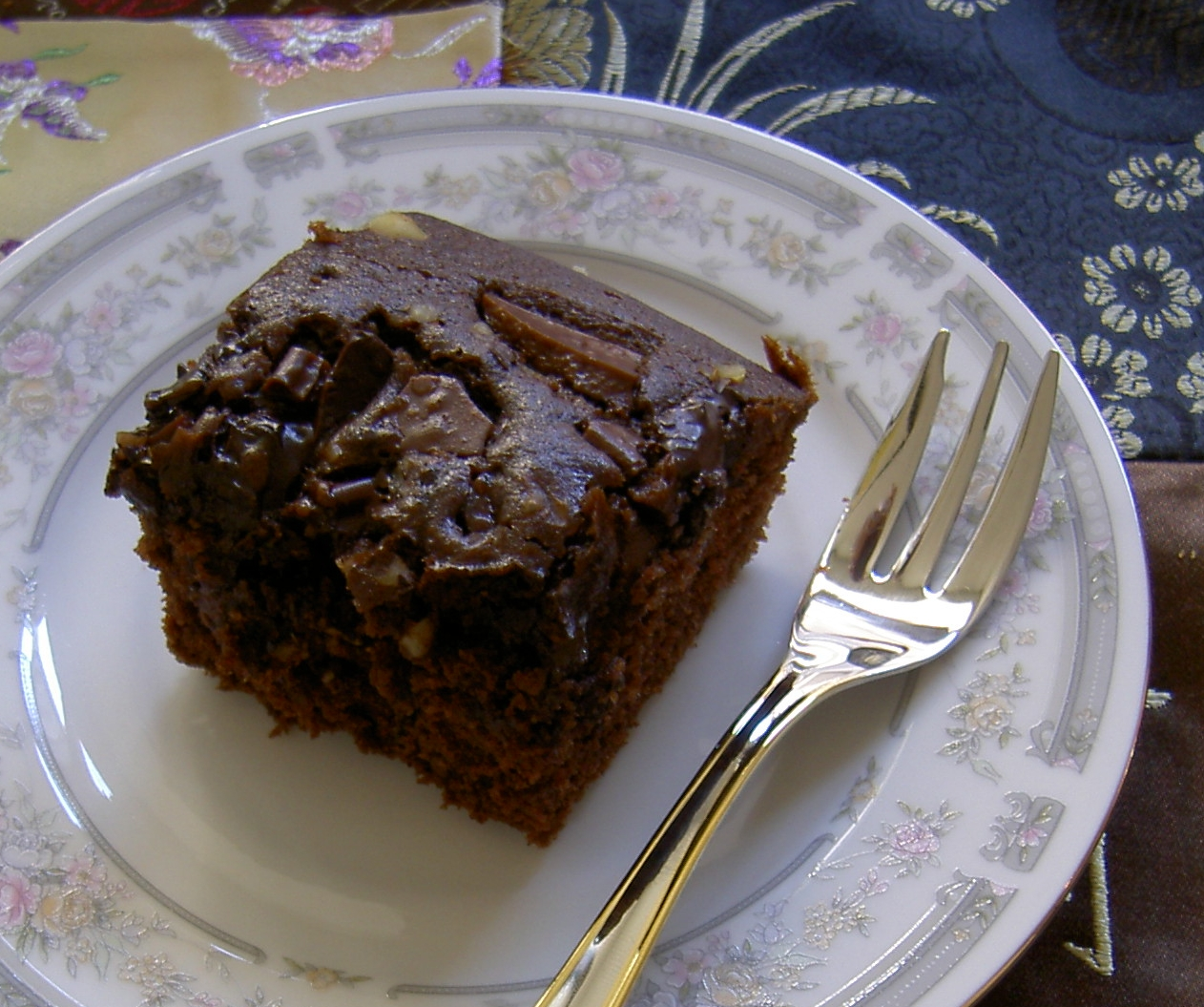
Pastís de xocolata

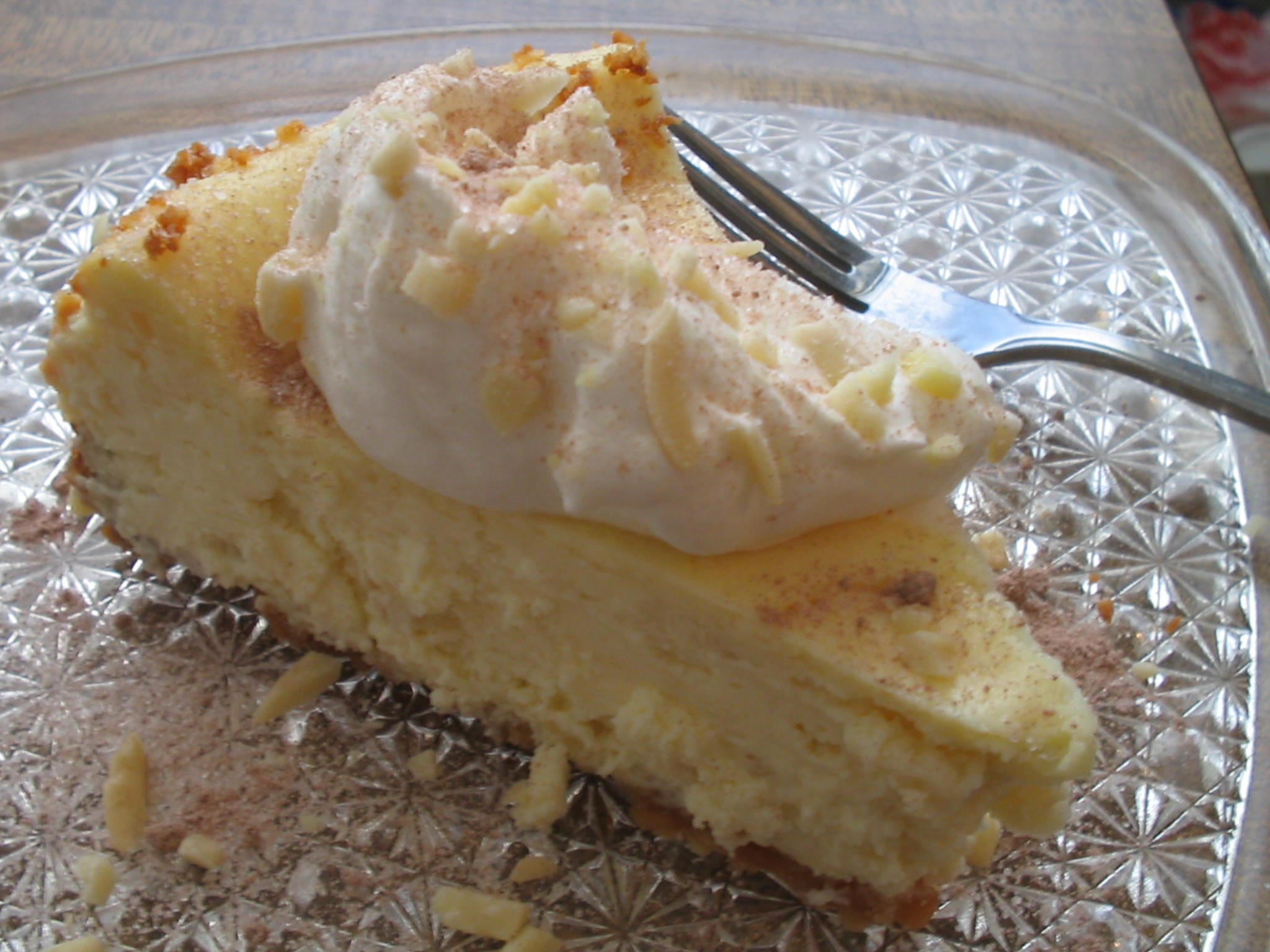
Pastís de formatge

Un pastís és un aliment elaborat amb una base de pasta i un farcit, dolç o salat, de diversos ingredients. Normalment es cou al forn i sol presentar-ser sovint en forma circular.

## Preparació
Generalment els pastissos combinen farina, sucre o edulcorants, ous, llet, aigua, oli i llevats. També s'hi pot posar fruita natural o en suc. Per a fer-los més divertits es decoren amb dolços, amb crema, gominoles, confits i caramels.
La major part de pastissos s'elaboren amb farina de blat, per tant és important la manera de barrejar els ingredients perquè la massa no adquireixi una textura pastosa, s'ha de remenar el mínim possible una vegada s'hi hagi afegit la farina. La forma de remenar els ingredients dels pastissos és diferent de la del pa. Mentre que la massa del pa s'ha de treballar fort, la del pastís es remena amb cura i a poc a poc. El secret d'un bon pastís és la manera de batre els ous i els llevats que s'hi posen, que fan que la massa sigui esponjosa.
És recomanable no utilitzar farina integral, perquè té un elevat contingut de gluten. Si es vol fer de xocolata només s'ha d'afegir xocolata en pols a la massa. L'oli ha de ser de sabor suau, si se'n posa un de gust intens pot ocultar el sabor dels ingredients.

## Significat gastronòmic i social

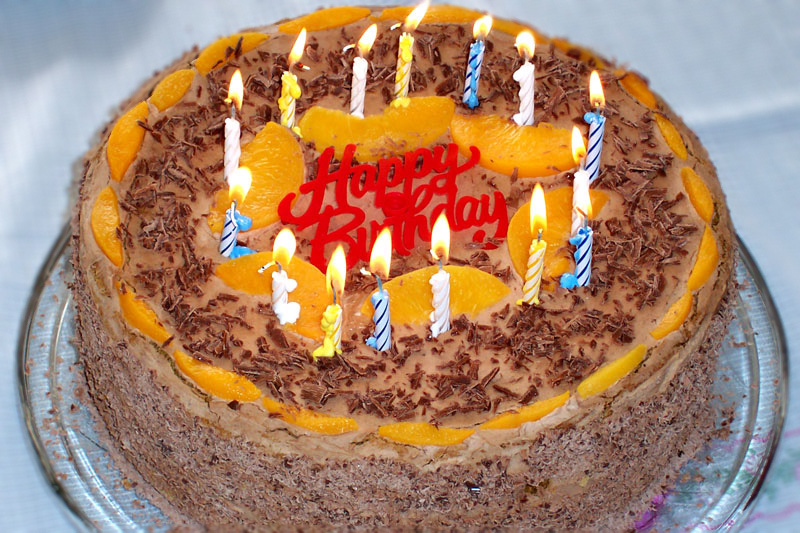
Pastís d'aniversari

Els pastissos s'acostumen a menjar en les festes i reunions familiars i d'amics, com els aniversaris, batejos, comunions i els casaments.
Tradicionalment el pastís d'un casament és de diversos pisos. El moment en què els nuvis el comencen a tallar, és costum que els convidats els facin una foto i es posin a aplaudir.
En els aniversaris hom sol posar un pastís gelat amb el nom de la persona o "per molts anys" escrit amb xocolata o amb nata. El costum més generalitzat és clavar-hi unes espelmes petites, si pot ser tantes com anys es compleixin. Quu fa anys les bufa per a apagar-les després de demanar un desig.

## Tipologia

### Pastissos amb capes

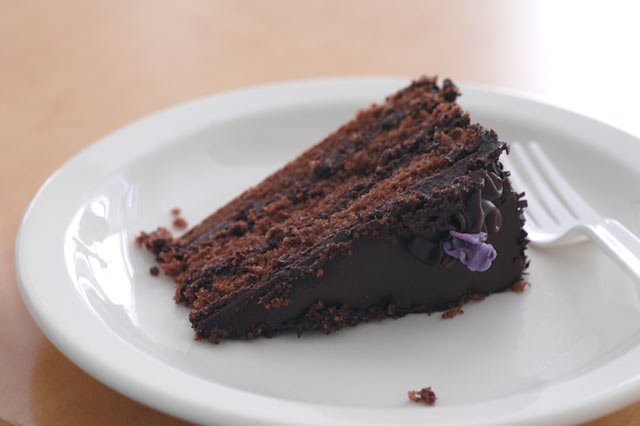
Pastís de xocolata

Els pastissos de diverses capes se solen preparar utilitzant diversos pastissos prims que després són col·locats un sobre l'altre formant les capes, amb crema pastissera o fruita entre cada capa. El producte acabat sol cobrir-se amb crema o una altra decoració. Se sol tallar i servir com si la separació entre capes no existís.
En algunes ocasions es poden afegir els ingredients separant les capes abans de posar el pastís al forn. De vegades també es talla un pastís gran horitzontalment per a crear les capes amb l'objectiu d'introduir crema o fruita entre elles.
Quan les capes estan separades per columnes (com succeeix en un pastís de casament) o quan cada capa té un diàmetre diferent (generalment donant-li al pastís una aparença de piràmide esglaonada) se l'anomena pis a cada capa i solen menjar-se per separat.